# Komitat Hajdú-Bihar
Komitat Hajdú-Bihar (węg. Hajdú-Bihar vármegye) – komitat we wschodnich Węgrzech, graniczący z Rumunią.
Zachodni pas terenów komitatu leży w dolinie Cisy, należącej do Międzyrzecza Dunaju i Cisy. Środkowa i wschodnia część komitatu to pas równin należących do Kraju Zacisańskiego (Tiszántul): Hortobágy, południowy skrawek Nyírség, Hajduság i północna część Wielkiego Sárrét (Nagy-Sárrét). Główne rzeki komitatu to Cisa, Kösely, Konyári-Kálló, Berettyó i Szybki Keresz. Na terenie komitatu rozciąga się część wielkiej sieci kanałów melioracyjnych powstałych w toku regulacji Cisy.
Teren komitatu stanowi wielką równinę, opadającą z północy (170 m n.p.m.) na południe (85 m n.p.m.). Lessowe gleby zapewniają dobre warunki dla rolnictwa.
Na obszarze komitatu leży słynna puszta Hortobágy, powstała po osuszeniu wielkich bagnisk w dolinie Cisy.
Komitat powstał w 1950 z połączenia komitatu Hajdú z częścią komitatu Bihar pozostałą przy Węgrzech po traktacie w Trianon. Przyłączono do niego również skrawki komitatu Szabolcs.

## Podział administracyjny
Komitat dzieli się na 9 powiatów:
- Balmazújváros
- Berettyóújfalu
- Debrecen
- Derecske
- Hajdúböszörmény
- Hajdúhadház
- Hajdúszoboszló
- Polgár
- Püspökladány

### Miasta komitatu
Miasta komitatu (liczba mieszkańców według spisu z 2001):
| - Debreczyn: 211 034 - Hajdúböszörmény: 31 993 - Hajdúszoboszló: 23 425 - Hajdúnánás: 18 055 - Balmazújváros: 17 974 - Berettyóújfalu: 16 116 - Püspökladány: 15 946 - Hajdúhadház: 12 709 - Hajdúsámson: 10 946 - Hajdúdorog: 9463 | - Derecske: 9136 - Nádudvar: 9074 - Polgár: 8373 - Nyíradony: 7701 - Létavértes: 7045 - Kaba: 6446 - Téglás: 6213 - Komádi: 6143 - Egyek: 5620 - Hosszúpályi: 5525 | - Vámospércs: 5497 - Tiszacsege: 4975 - Földes: 4382 - Biharkeresztes: 4230 - Nyírábrány: 3973 - Sárrétudvari: 3049 - Pocsaj: 2732 - Bagamér: 2454 - Csökmő: 2188 |